# Liste der Nummer-eins-Hits in Italien (1980)
Diese Liste der Nummer-eins-Hits basiert auf den Charts des italienischen Musikmagazins Musica e dischi im Jahr 1980. Es gab in diesem Jahr acht Nummer-eins-Singles und sieben Nummer-eins-Alben.

## Singles
| ← 1979 ← | Liste der Nummer-eins-Hits in Italien (M&D) | Liste der Nummer-eins-Hits in Italien (M&D) | Liste der Nummer-eins-Hits in Italien (M&D)                                | 1981 → |
| \| Zeitraum \| Wo. ges. \| Interpret \| Titel Autor(en) \| Zusätzliche Informationen \| \| (Zeitraum, Wochen auf Platz eins, Interpret, Titel, Autor[en], zusätzliche Informationen) \| \| \| \| \| \| ----------------------------------------------------------------------------------------- \| -------- \| ----------------- \| -------------------------------------------------------------------------- \| ----------------------------------------------------------------------------------------------------------------------------------------------------------------------------------------------------------------------------------- \| \| 1.–2. Woche 2 Wochen (insgesamt 3) \| 3 \| I ragazzi di Remi \| Remi e le sue avventure Luigi Albertelli, Vincenzo Tempera \| Das Lied fungierte als Titelmelodie für die italienische Ausstrahlung der japanischen Anime-Serie Remì le sue avventure auf Rai 1. Gesungen wurde es vom Chor Paola Orlandis und ihrem damals zehnjährigen Sohn Giampaolo Daldello. \| \| 3.–4. Woche 2 Wochen (insgesamt 3) \| 3 \| Heather Parisi \| Disco bambina Giorgio Calabrese, Alberto Testa, Tony De Vita, Silvio Testi \| Mit der Titelmelodie zur ersten Staffel der Rai-1-Fernsehshow Fantastico erreichte das Showgirl erstmals die Charts. \| \| 5. Woche 1 Woche (insgesamt 3) \| 3 \| Ragazzi di Remi \| Remi e le sue avventure Luigi Albertelli, Vincenzo Tempera \| – \| \| 6. Woche 1 Woche (insgesamt 3) \| 3 \| Heather Parisi \| Disco bambina Giorgio Calabrese, Alberto Testa, Tony De Vita, Silvio Testi \| – \| \| 7.–21. Woche 15 Wochen \| 15 \| The Buggles \| Video Killed the Radio Star Geoff Downes, Trevor Horn, Bruce Woolley \| Dem britischen Popduo gelang mit seiner Debütsingle ein Welthit. \| \| 22.–30. Woche 9 Wochen \| 9 \| Alan Sorrenti \| Non so che darei Alan Sorrenti \| Mit diesem Lied vertrat Sorrenti Italien beim Eurovision Song Contest 1980, wo es den sechsten Platz von 19 erzielte. Des Weiteren präsentierte er das Lied bei den Wettbewerben Festivalbar und Un disco per l’estate. \| \| 31.–36. Woche 6 Wochen \| 6 \| Gianni Togni \| Luna Gianni Togni, Guido Morra \| Das Lied bedeutete den Durchbruch für den römischen Musiker. \| \| 37.–43. Woche 7 Wochen \| 7 \| Renato Zero \| Amico Renato Zero, Franca Evangelisti, Dario Baldan Bembo \| Wie auch das Album erreichte die Single aus Tregua die Spitzenposition. \| \| 44.–47. Woche 4 Wochen (insgesamt 5) \| 5 \| Diana Ross \| Upside Down Nile Rodgers, Bernard Edwards \| – \| \| 48.–52. Woche 5 Wochen (insgesamt 10) \| 10 \| Stevie Wonder \| Master Blaster Stevie Wonder \| – \| |                                             |                                             |                                                                            | |
| ← 1979 |                                             |                                             |                                                                            | → 1981 → |
| Zeitraum | Wo. ges.                                    | Interpret                                   | Titel Autor(en)                                                            | Zusätzliche Informationen |
| (Zeitraum, Wochen auf Platz eins, Interpret, Titel, Autor[en], zusätzliche Informationen) |                                             |                                             |                                                                            | |
| 1.–2. Woche 2 Wochen (insgesamt 3) | 3                                           | I ragazzi di Remi                           | Remi e le sue avventure Luigi Albertelli, Vincenzo Tempera                 | Das Lied fungierte als Titelmelodie für die italienische Ausstrahlung der japanischen Anime-Serie Remì le sue avventure auf Rai 1. Gesungen wurde es vom Chor Paola Orlandis und ihrem damals zehnjährigen Sohn Giampaolo Daldello. |
| 3.–4. Woche 2 Wochen (insgesamt 3) | 3                                           | Heather Parisi                              | Disco bambina Giorgio Calabrese, Alberto Testa, Tony De Vita, Silvio Testi | Mit der Titelmelodie zur ersten Staffel der Rai-1-Fernsehshow Fantastico erreichte das Showgirl erstmals die Charts. |
| 5. Woche 1 Woche (insgesamt 3) | 3                                           | Ragazzi di Remi                             | Remi e le sue avventure Luigi Albertelli, Vincenzo Tempera                 | – |
| 6. Woche 1 Woche (insgesamt 3) | 3                                           | Heather Parisi                              | Disco bambina Giorgio Calabrese, Alberto Testa, Tony De Vita, Silvio Testi | – |
| 7.–21. Woche 15 Wochen | 15                                          | The Buggles                                 | Video Killed the Radio Star Geoff Downes, Trevor Horn, Bruce Woolley       | Dem britischen Popduo gelang mit seiner Debütsingle ein Welthit. |
| 22.–30. Woche 9 Wochen | 9                                           | Alan Sorrenti                               | Non so che darei Alan Sorrenti                                             | Mit diesem Lied vertrat Sorrenti Italien beim Eurovision Song Contest 1980, wo es den sechsten Platz von 19 erzielte. Des Weiteren präsentierte er das Lied bei den Wettbewerben Festivalbar und Un disco per l’estate.             |
| 31.–36. Woche 6 Wochen | 6                                           | Gianni Togni                                | Luna Gianni Togni, Guido Morra                                             | Das Lied bedeutete den Durchbruch für den römischen Musiker. |
| 37.–43. Woche 7 Wochen | 7                                           | Renato Zero                                 | Amico Renato Zero, Franca Evangelisti, Dario Baldan Bembo                  | Wie auch das Album erreichte die Single aus Tregua die Spitzenposition. |
| 44.–47. Woche 4 Wochen (insgesamt 5) | 5                                           | Diana Ross                                  | Upside Down Nile Rodgers, Bernard Edwards                                  | – |
| 48.–52. Woche 5 Wochen (insgesamt 10) | 10                                          | Stevie Wonder                               | Master Blaster Stevie Wonder                                               | – |

## Alben
| ← 1979 ← | Liste der Nummer-eins-Alben in Italien (M&D) | Liste der Nummer-eins-Alben in Italien (M&D) | Liste der Nummer-eins-Alben in Italien (M&D) | 1981 →                    |
| \| Zeitraum \| Wo. ges. \| Interpret \| Titel \| Zusätzliche Informationen \| \| (Zeitraum, Wochen auf Platz eins, Interpret, Titel, zusätzliche Informationen) \| \| \| \| \| \| ------------------------------------------------------------------------------ \| -------- \| ------------------ \| ------------------------ \| ------------------------- \| \| 44. Woche 1979 – 1. Woche 1980 10 Wochen \| 10 \| Antonello Venditti \| Buona domenica \| – \| \| 2.–4. Woche 3 Wochen \| 3 \| Julio Iglesias \| Innamorarsi alla mia età \| – \| \| 5.–9. Woche 5 Wochen \| 5 \| Pink Floyd \| The Wall \| – \| \| 10.–23. Woche 14 Wochen \| 14 \| Lucio Battisti \| Una giornata uggiosa \| – \| \| 24.–29. Woche 6 Wochen \| 6 \| Edoardo Bennato \| Sono solo canzonette \| – \| \| 30.–37. Woche 8 Wochen \| 8 \| Renato Zero \| Tregua \| – \| \| 38. Woche 1980 – 7. Woche 1981 22 Wochen \| 22 \| Lucio Dalla \| Dalla \| – \| |                                              |                                              |                                              |                           |
| ← 1979 |                                              |                                              |                                              | → 1981 →                  |
| Zeitraum | Wo. ges.                                     | Interpret                                    | Titel                                        | Zusätzliche Informationen |
| (Zeitraum, Wochen auf Platz eins, Interpret, Titel, zusätzliche Informationen) |                                              |                                              |                                              |                           |
| 44. Woche 1979 – 1. Woche 1980 10 Wochen | 10                                           | Antonello Venditti                           | Buona domenica                               | –                         |
| 2.–4. Woche 3 Wochen | 3                                            | Julio Iglesias                               | Innamorarsi alla mia età                     | –                         |
| 5.–9. Woche 5 Wochen | 5                                            | Pink Floyd                                   | The Wall                                     | –                         |
| 10.–23. Woche 14 Wochen | 14                                           | Lucio Battisti                               | Una giornata uggiosa                         | –                         |
| 24.–29. Woche 6 Wochen | 6                                            | Edoardo Bennato                              | Sono solo canzonette                         | –                         |
| 30.–37. Woche 8 Wochen | 8                                            | Renato Zero                                  | Tregua                                       | –                         |
| 38. Woche 1980 – 7. Woche 1981 22 Wochen | 22                                           | Lucio Dalla                                  | Dalla                                        | –                         |